# 廣田虎之助
廣田 虎之助（ひろた とらのすけ、1866年10月30日（慶応2年9月22日） - 1918年（大正7年）2月6日）は、日本の数学者、教育者。小学校での実験的研究成果をもとに、小学生に計算方法を教える教育法として聚楽式算術教授法を提唱した。現場教師の研究の自由を主張し、日本における実験的な教育研究の先駆者の一人である。

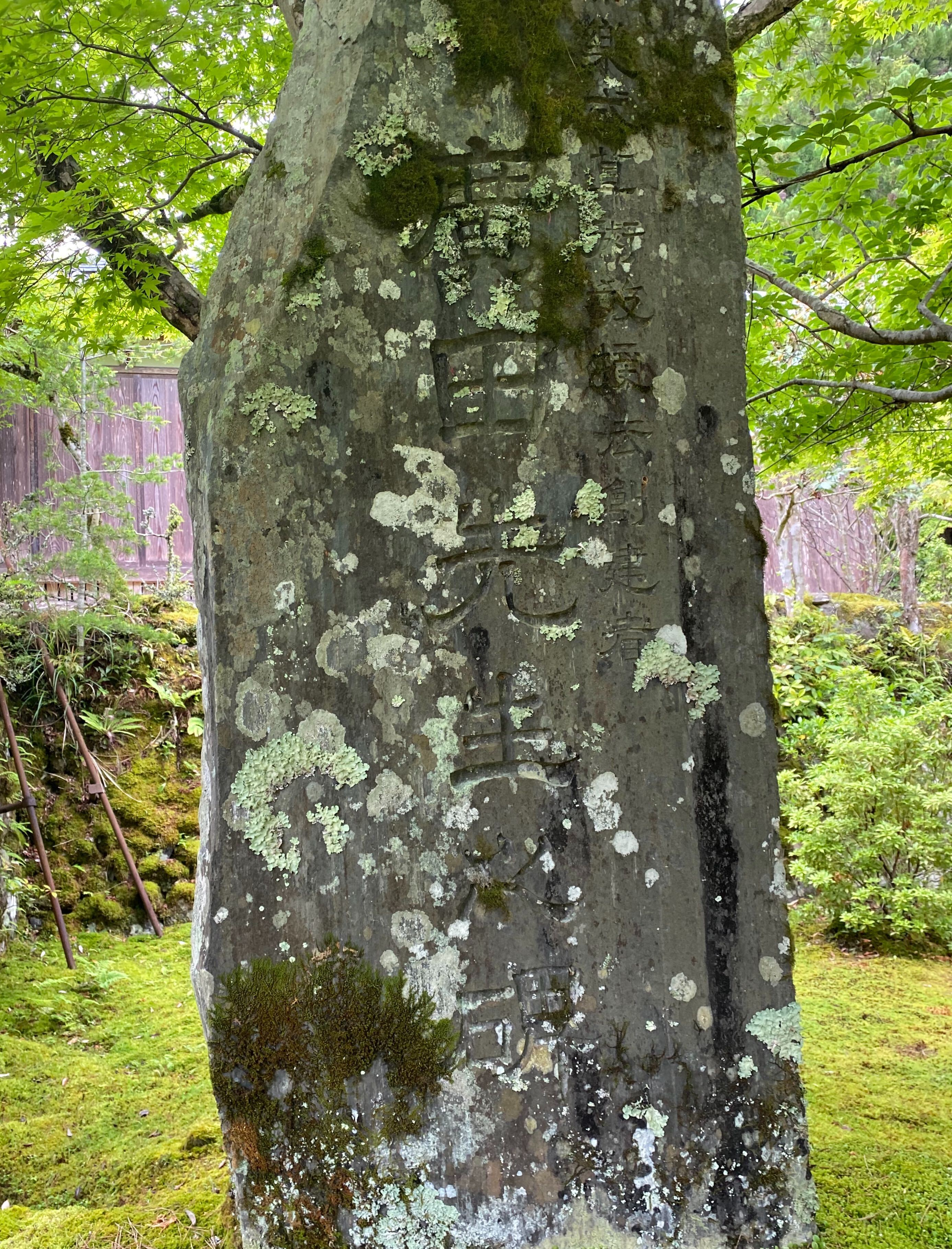
神護寺にある廣田先生之碑

## 生涯

### 幼少期
1866年（慶応2年）、山城国梅津村（現在右京区）で生まれる。代々農林業を営み庄屋と戸長を勤める家だったが、火災で家を失ってからは、虎之助も働いて家計を助けた。神護寺の夜学に通って勉学に励んだ。国学者猪熊夏樹に認められ、京都府学務課長の八代に紹介される。

### 師範学校時代
八代の尽力で1885年（明治18年）、19歳の時、京都府師範学校初等科に入学する。力学などの勉学に打ち込み成績優秀だったが神経衰弱になり、郷里に戻り3ヶ月療養する。20歳で試験に合格し卒業する。

### 高峰梅ヶ畑小学校
郷里の高峰梅ヶ畑の小学校の初等科教師となる。雨傘を左手に教壇に立ったという学校の状況だったが、赴任した3年間で校舎や校庭を整え、子どもたちの教育に尽力し、「教育狂」と呼ばれるまでになった。

### 聚楽小学校時代
1894年（明治27年）京都市の聚楽尋常小学校に転勤する。2年後に27歳で校長となる。廣田は結婚して家庭を持つまでは、猪熊夏樹の書生として住み込み、勉学に励んだ。
1903年（明治36年）11月に京都府教育会が「算術教授法に多く存在する欠点および改良法」の懸賞論文を募集した。廣田はこれに応募したが落選した。廣田はその後も研究を続け1年後には、自身の考えた方法は理論上必ず成功する自信を得た。

### 実験授業を行う
1905年（明治38年）4月から国定教科書の使用が始まった。廣田は『尋常小学算術書』を自分の研究と比較し、その成果を『聚楽式算術教授法』という小冊子にまとめた。廣田は小学校1年の算術を担当することを申し出て、自分の教授法の有効性を実験することにした。翌年には1，2年生の算術科も担当した。また、3年生に対して国定教科書で授業する優等組と聚楽式で授業する劣等組の結果の比較も行った。これらの実験結果は、いずれも聚楽式算数教授法の方が国定教科書授業よりも優れた結果が出た。

### 公開授業と聚楽式の広がり
廣田は実験結果を論文にまとめ、京都府教育会研究部に提出した。教育会では1906年（明治39年）9月に廣田の論文を検証するために、聚楽小学校で公開授業と検討会を行った。1，2年生96人を一つの教室に集めて授業し、参観者は100人にのぼったという。授業後の研究会では一部の研究部委員から反対意見が出たが、廣田はさらに研究を加えて、自説が間違っていないことを論文にして提出した。それらは10月と11月に別の学校で行われた研究会で発表された。これらの成果は『京都府教育会雑誌』明治40年（1907年）1月号に公表された。そこには「聚楽式算数教授法は適切な改良法である」と認められていた。廣田の研究は急速に広がり、1908年（明治41年）- 1909年（明治42年）、代表的な著書である 聚楽式算術教授法（上・下）を出版した。京都府教育会の研究本部は「廣田の教授法の意義を深く学び、そのうえで算術教授法研究をいっそう発展させること」を他の教員に促した。

### 高砂小学校時代
1910年（明治43年）、兵庫県高砂市立高砂尋常高等小学校の校長となる。ここでも研究に打ち込み恩師の県学務課長の提唱した二部教授制に断固として反対した。1916年（大正5年）に『実質算の教授と其の教材』を出版した。廣田が転勤してから6年間の間に参観者が年間700名を下らなかった。

### 晩年
1917年（大正6年）に9月に健康上の理由で辞職。廣田校長の徳を慕った町民が多額の療養費を集めて贈り、町費で住宅を買い求めて提供し、毎月30円の終身手当を贈ったという。1918年（大正7年）2月6日 、51歳で病死。大正7年に聚楽同窓会長の中村虎太郎らによって京都府右京区にある神護寺の境内に石碑が建てられた。高砂市の十輪寺には「聚楽式算術教授法創始者　廣田虎之助先生碑」と書かれた廣田の徳を忍ぶ石碑が建てられていたが、1995年の阪神・淡路大震災で倒壊し撤去された。

## 研究内容と主張

### 聚楽式算術教授法の提唱
廣田が考案した小学生に最初に計算を教えるときの教授法で、当時の国定教科書では小1で20以下の加減乗除、小2で100以下の加減乗除とされていたものを、聚楽式では小1で100以下の加減累加、小2で10000以下の加減乗除を教えるなどかなりのレベルアップをしていた。

### 教育研究の自由の訴え
廣田は聚楽式算数教授法を提唱したときに「現場教師の教育研究の自由」について強く訴えた。廣田は「法令は吾人の研究にまで立ち入る権能ありやいやなということは私の疑問であります」と述べ、「学理学術の研究なるものはきわめて神聖なるものであります。また、きわめて自由なるべきものであろうと思います」とした。廣田はさらに「我々は学士博士の肩書きはもっていないが、子供の研究、小学校の教科の研究となれば、博士の研究も小学校教員の研究も同じことで、その職務に対する上からは少しのちがいはないはずであります」「我々の研究に対して行政官とかいうがごときものが立ち入って差し止めるとかいうことはなかろうと思います」「私どもがその道のために研究しているのを見て、法令違反なりとの理由を持って反対さるる方々の御精神が分からぬのであります」と述べている。

### 子供を研究対象にすることについて
「なるほど研究は自由であるが、小学校教員が子供を相手にして研究するということは最も危険なことである。すなわち子供を犠牲にするのであるから、こういう危険のともなう研究には反対せねばならぬ」という反対論に対して、廣田は「一通りその道に通じている小学校教員が子供相手として教授法の実験をなし、研究をなすことが危険を伴うということは、教育者自身が自身の技量を認めず、教員はバカの行列なりと言っているのに等しい。小学校教員はそれほどバカなものでありましょうか。それほど無智無識無能なるものでありましょうか」と激しく反論した。そして「過去から現在まで教育学者といわれるものは、ことごとく子供を相手に研究した結果、その学説を立てたものである」「小学校の教授法は学者の書いた書物のみによって研究するのが良いという道理はない」「学者の書いた書物を見て研究するのも必要なことであるが、実地につき、実験をして研究するということは、それ以上肝要であってそれがほんとうの教育者、教授者の責任であり、義務であり、本分である」とした。
廣田はこのように教師の研究の自由を主張したが、廣田は聚楽式を研究する過程で、研究とは未知のことがらを明らかにするために行うものであって、研究者には何よりも自由な発想が要求されることを強く意識するようになったと思われる。

### 教育現場の現状への批判
廣田は実際の教育現場に研究の自由を訴える雰囲気や、そもそも研究する雰囲気がなく、現場の教師が自分の頭で考えずに教育学者のいうことに右往左往ばかりしていることに対しても批判して次のように述べている。「たかの知れたる尋常小学校の算術教育である。西洋何かならん。われは日本の初等教育の実際家なり。」「自分は拝外思想の持ち主ではないが、今日の教育学者が西洋の学者の言ったことに心酔し、甲の学者が西と言えば西に走り、乙の学者が東と言えば東に走って、自己というものを忘れてしまっていることを遺憾に思っている」

### 教師は教材研究の第一人者
廣田は「教師が教材研究の第一人者である」ことを次のように述べた。「初等教育の実際家は実際家たる領分があるはずである。」「初歩の算術は明けても暮れても自分共が教授しているのである。その教材は週に6時間、1カ年に240時間以上自分どもが取り扱っているのである。ゆえに、尋常科の算術科の教材ならば自分どもに聞きたまえ、と言いたいのである」
また廣田は「我々教育実践家は、教育は事実なり、教授は事実なり。教育および教授を事実たらしめんがために、学者先輩の理論を聞くべきものである」「教育上教授上の真理を発見せんがために事実につきて研究すべきものである、という覚悟で毎日毎時授業に臨むものだろうと思う」と教師が教育の実際について研究すべきだと主張した。

### 国定教科書にとらわれる教師の現状
廣田がこのように現場教師の研究の自由を強く訴えなくてはならなかったのは、聚楽式算数教授法の内容が国定教科書のそれと大きく異なっていたからであった。そのため、聚楽式を1ヶ月実践したあとに「教授細目に合わない」「国定教科書の要求に応ずることができない」という理由で聚楽式をやめてしまった学校があった。また聚楽式を国定教科書の教授細目に合うように勝手に変えて実施した学校もあった。当時のほとんどの学校は国定教科書にあわせて教授細目を決めていた。廣田はそのような現状について「聚楽式のやり方は国定教科書の順序にあう道理がないです。したがって国定教科書を基礎として編成された教授細目に合う道理もない」と述べた。

### 実験結果に基づいた教科書批判
廣田は「私は国定教科書に対して悪意をもって批判しているのではない。私の実験の結果から割り出して「できる事はできる」「できないことはできない」と正直に白状におよぶのであります。私の心には一点のやましさもありません」として、現場教師にも言論の自由があることを繰り返し述べた。

### 児童本位の立場
「教科書なり教授細目は何のために作ったものでありましょう。「教科書が大切あるか児童が大切であるか」ということは私どもの説明するまでもないことであると存じます。しかるに現在においては児童なるものは教科書の犠牲に供せられているのである。教科書本位であって児童本位とはなっていないのであります」
「児童の分かる分からないということはどうでも良い、教科書の要求していることさえ教授すれば、教授者の本分は果たされたのである。児童の出来不出来は顧みる必要がない」と批判した。そして「算術ができない、4学年になっても5学年になってもできない、できない、といっているのは、児童の罪にあらずして、教科書なり教授細目なりを金科玉条とするものの罪だろう」と、廣田は批判している。
さらに廣田は、「たとえ教科書なり教授細目がいかなることを要求していても、できないと認めたからにはその要求に応じる必要はないです。またできすぎることを認めた場合には、どしどし教授すべきです。教科書なり教授細目に盲従するを強いるべきではありません。児童本位であります。児童の持っている尺度が最も正しいものであって、教科書や教授細目を標準とするべきでありません」と子供中心主義を打ち出した。

### 法令違反の批判に対して
廣田は「国定教科書を使わないのは小学校令に反している」という批判について「できても教授することはならぬと言うのは「歩く子に這え」というようなもので、子供の発達を親の権力で抑圧しているようなもの」と子供本位の立場で反論した。「私の学校の1学年の児童は100以下の加減ができます。2学年で万以下の加減乗除ができます。しかるに「教授することはならぬ教授するのは法令違反なり」と反対するのはずいぶん無理なる反対でありますまいか」と実験結果を以て反論した。

### 実験結果に基づく研究
当時は現場教師が国定教科書を批判することは危険なことであった。そうした中で廣田が徹底した児童本意の算数教授法改革を主張できたのは、聚楽式算数教授法の実験結果だった。廣田は「聚楽式の特徴である数の範囲の拡張の効果は、実験的に明らかだ」としている。
廣田は当時の観念的な算術教育研究を否定して、教育の実際に基づいた研究の必要を提唱していた。また「現場教師の多くが自分が昔からやってきた方法や高等師範学校の付属小学校の方法にとらわれすぎる傾向にある」と批判した。
「実験の結果、まずもって教材の選択および配列の研究調査が肝要である。しかるに現在の初等教育学者は、やれ数の性質がどうだの、数の原理がどうだのとずいぶん難しい理屈は言っているが、教材の選択および配列ということを実際上から研究していないのは遺憾である。やれ西洋のコメニウスがこう言った、ムギニュースがこう言った、カントがこう言ったことのみを証拠にして自分の議論を立てている」と批判した。
廣田はいったん実験結果が出たことに対しては勇ましい態度を見せたが、まだ実験的に明らかにされていないことに対しては慎重な姿勢を見せている

## 廣田の研究の評価
1908年（明治41年）に文部省は全国の教育会や師範学校に対して「小学校低学年で教える数の範囲の拡張」について諮問した。廣田はこれを「われわれ小学校教員の研究の実験の結果によるものだ」と勝利宣言した。廣田は「数の拡張は既に社会の世論であります。小学校教員の声であります。社会の世論、教員の声は子供のできるということを証明しているものであります」と述べている。
1910年（明治43年）に改訂された国定算術書では、低学年で教える数の範囲が拡張され、1年生では100以下、2年生までは1000以下の数が教えられることになった。聚楽式では2年生は1万以下の数を数える事ができる事が証明されていたので、廣田にとってはこの改訂は不十分と言えるものだった。しかし、部分的にしろ「小学校教員による研究成果がもとになって教育内容を改めることに成功した」ことは日本の教育史上特筆すべき出来事とされる。
また科学史家であり仮説実験授業の提唱者である板倉聖宣は「日本の教育史上もっとも先駆的な、現場教師の研究の自由についての訴えを行った人物」としている。
また、廣田は「自身の実験的研究の成果に基づいて国定教科書批判を行ったり、教育法令の改革を迫る発言をしていた」という点で「実験的な教育研究の先駆者」であるという評価もある。